# Elodia atra
Elodia atra är en tvåvingeart som beskrevs av Gardner 1940. Elodia atra ingår i släktet Elodia och familjen parasitflugor. Inga underarter finns listade i Catalogue of Life.